# Le Siècle
Le Siècle es el nombre de un club, fundado en 1944 por Georges Bérard-Quélin y que reúne a miembros influyentes de la clase dirigente francesa. Forman parte de él altos funcionarios, directores de empresas, políticos de derechas o izquierdas, periodistas de primera línea, algunos universitarios y sindicalistas. 
Los miembros del Siècle se reúnen en una cena mensual en el Automóvil Club de Francia, en la plaza de la Concordia de París.

## Algunos miembros del Siècle
- Martine Aubry
- Claude Bébéar
- Pierre Bilger
- Thierry Breton
- Emmanuel Chain
- Jean-Pierre Chevènement
- Bertrand Collomb
- Jean-Marie Colombani
- Jean-François Copé
- Michèle Cotta
- Anne-Marie Couderc (HachetteFilipacchi Médias)
- Franz-Olivier Giesbert
- Élisabeth Guigou
- Laurent Fabius
- Claude Imbert
- Odile Jacob
- Philippe Jaffré
- Denis Jeambar (L'Express)
- Laurent Joffrin
- Serge July
- Bernard Kouchner
- David Pujadas (France 2)
- Étienne Lacour
- Maurice Lévy (Publicis)
- André Lévy-Lang
- Jean-Marie Messier (antiguo miembro)
- Alain Minc
- Nicole Notat (Vigeo)
- Michel Pébereau (BNP Paribas)
- Patrick Poivre d'Arvor (TF1)
- Alain de Pouzilhac (Havas)
- Édouard de Rothschild
- Philippe Dupri
- Nicolas Sarkozy
- Louis Schweitzer (Renault)
- Ernest-Antoine Seillière
- Anne Sinclair
- Dominique Strauss-Kahn
- Marc Tessier (antiguo presidente de France Télévisions)
- Jean-Claude Trichet
- Hubert Védrine